# Gonomyia (Leiponeura) complicata
Gonomyia (Leiponeura) complicata is een tweevleugelige uit de familie steltmuggen (Limoniidae). De soort komt voor in het Neotropisch gebied.